# Head of the River Race

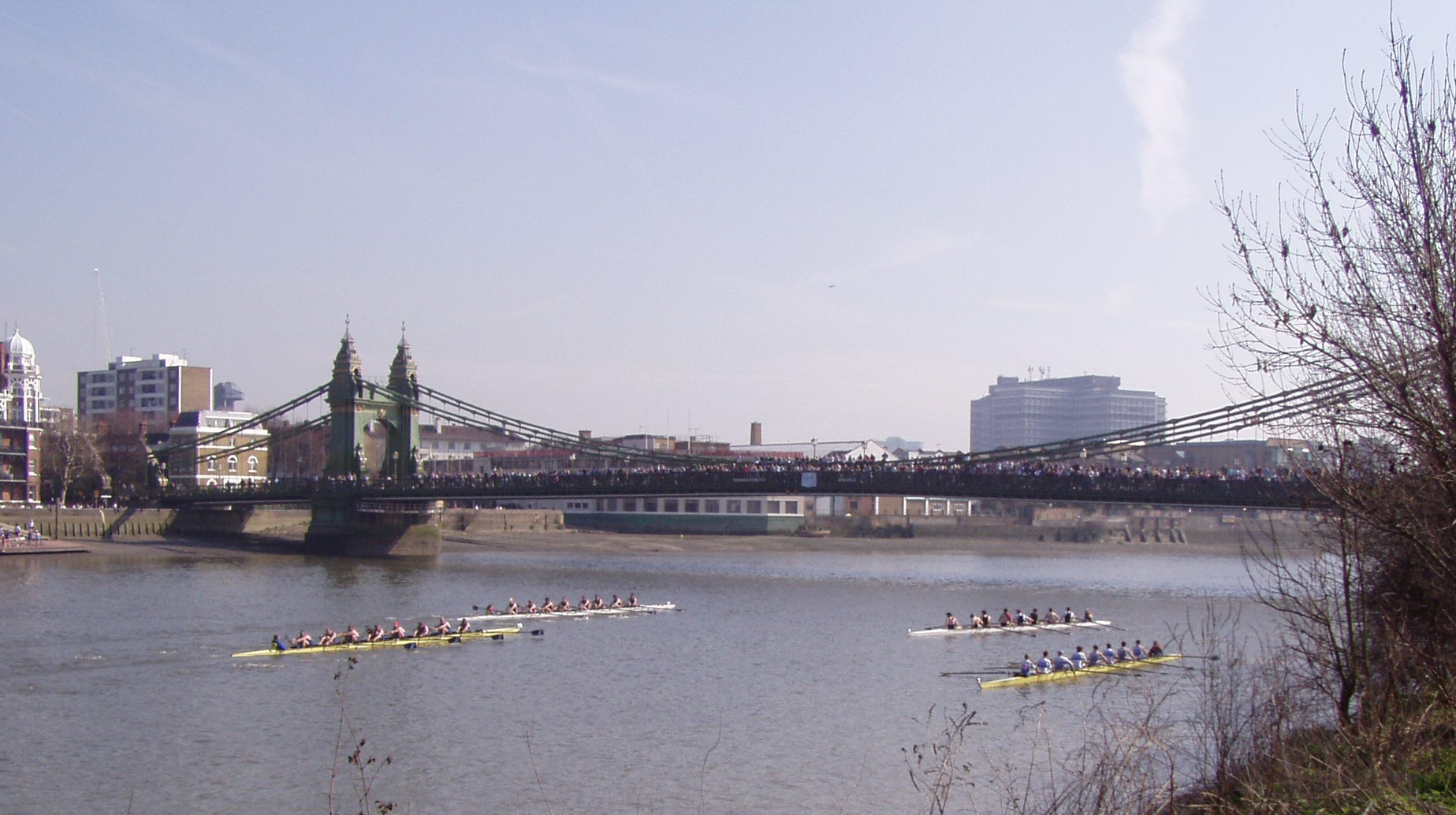
Ruder-Achter an der Hammersmith Bridge beim Head 2005

Das Head of the River Race (HORR) ist eine Langstrecken-Ruderregatta für Achter in London. Es wurde erstmals im Jahr 1926 ausgetragen und geht auf eine Idee des britischen Rudertrainers Steve Fairbairn zurück. Die Streckenlänge auf dem „Championship Course“ genannten Abschnitt der Themse zwischen den Londoner Stadtteilen Mortlake und Putney beträgt rund 6,8 Kilometer. Die 400 Startplätze der jährlich im März stattfindenden Regatta sind regelmäßig überbucht.

## Geschichte
Steve Fairbairn war in den 1920er-Jahren ein erfolgreicher Rudertrainer bei verschiedenen Vereinen in London und Cambridge. Er initiierte das Head of the River Race, weil er an einen guten Trainingseffekt durch das Rudern längerer Strecken bei Wettkampfintensitäten glaubte. Er hatte das Rennen deshalb ursprünglich nicht als Regatta konzipiert, wie folgendes ihm nachgesagtes Zitat belegt:

“My dear boy, you are under a wrong impression. It is not a race, it is merely a means of getting crews to do long rows.”

„Mein lieber Junge, du hast einen falschen Eindruck. Es ist kein Rennen, es ist eher eine Maßnahme, damit Mannschaften lange Strecken rudern.“

Die Veranstaltung findet deshalb in der Vorbereitungsphase einer Saison statt, seit der zweiten Auflage im Jahr 1927 immer am dritten oder vierten Wochenende im März. Als Strecke wählte Fairbairn denselben Abschnitt der Themse in London, auf dem auch das Boat Race zwischen den Universitäten Oxford und Cambridge ausgetragen wird. Das Head-Rennen wird allerdings anders als das Boat Race bei Ebbe flussabwärts gerudert.
Bei der ersten Auflage am 12. Dezember 1926 nahmen 21 Mannschaften aus London teil. In den Folgejahren gewann die Veranstaltung rasch an Popularität, so dass 1939 bereits 154 Ruder-Achter meldeten. 1937 fiel das Rennen aus, da zu keiner Zeit eine geeignete Tide auf der Themse herrschte. 1940 bis 1945 fand das Rennen bedingt durch den Zweiten Weltkrieg nicht statt. Ab 1946 setzte ein weiteres Wachstum der Teilnehmerzahlen ein. Seit 1979 werden aus Sicherheitsgründen maximal 420 Achter zugelassen, seit 2010 nur noch 400. In den Jahren 2004 und 2013 wurde das Rennen wegen schlechten Wetters abgesagt. Im Jahr 2007 wurde es nach 45 gestarteten Booten wetterbedingt abgebrochen, nachdem 16 Boote vollschlugen und das Rennen nicht beenden konnten. 2014 wurde das Rennen nach rund 75 gestarteten Mannschaften aus ähnlichen Gründen abgebrochen.
Das Leistungsniveau der am Head of the River Race teilnehmenden Mannschaften ist sehr unterschiedlich. In den besten Teams rudern viele Nationalmannschaftsruderer aus Großbritannien, auch Nationalauswahlen anderer Länder nehmen regelmäßig an der Veranstaltung teil. Im hinteren Teil des Starterfeldes sind dagegen zahlreiche Nachwuchs- und Anfängerteams zu finden. Alle britischen Mannschaften werden nach dem Klassifizierungssystem ihres Verbandes British Rowing nach der Leistungsfähigkeit eingeteilt und gewertet. 60 Startplätze sind für Vereine reserviert, die nicht aus dem Vereinigten Königreich kommen (üblicherweise aus Irland und Europa). Aus dem deutschsprachigen Raum werden seit Jahren konstant rund 30 bis 40 Mannschaften gemeldet.

## Format

Schematischer Streckenverlauf mit Landmarken des Head of the River Race auf der Themse in London

Beim Head of the River Race dürfen nur Männer rudern, Frauen sind lediglich als Steuerleute zugelassen. Das Women’s Eights Head of the River Race (WEHORR) mit maximal 320 Mannschaften findet allerdings rund zwei Wochen vor dem Männer-Head auf derselben Strecke statt. Die teilnehmenden Mannschaften am HORR müssen weiterhin reine Vereinsteams sein, die sonst im Rudersport üblichen Renngemeinschaften von Ruderern verschiedener Vereine in einem Boot sind nicht zugelassen.
Die Startreihenfolge der rund 400 Mannschaften richtet sich maßgeblich nach dem Ergebnis des Vorjahres. Das Erreichen eines der ersten 280 Plätze ist mit einer Qualifikation für das Folgejahr verbunden und bestimmt entsprechend auch die Startnummer. Erstmals meldende Mannschaften müssen sich im Losverfahren um einen der verbleibenden 120 hinteren Startplätze bewerben.
Der Start des Rennens an der Chiswick Bridge im Stadtteil Mortlake findet bei Ebbe rund zwei Stunden nach dem Hochwasser statt. Zu dieser Zeit herrscht etwa die stärkste Strömung auf der Themse. Die stärkste Mannschaft aus dem Vorjahr eröffnet das Rennen mit einem fliegenden Start, alle weiteren Mannschaften folgen fliegend etwa im 10 Sekunden-Takt. Für jede Mannschaft wird dabei individuell die Zeit gemessen. Aus organisatorischen Gründen sind die rund 400 Mannschaften in etwa 8 Blöcke („Divisionen“) aufgeteilt, zwischen denen eine mehrminütige Pause am Start eingelegt wird.
Die Mannschaften rudern nach dem Start eine Strecke von 6,8 Kilometern, das Ziel liegt etwas oberhalb der Putney Bridge im Stadtteil Putney. Auf der von zwei großen Kurven geprägten Strecke ist das Überholen der vorher gestarteten Mannschaften erlaubt. Die Siegerzeit liegt üblicherweise zwischen 17 und 18 Minuten, der Streckenrekord durch den britischen Nationalachter im Jahr 1987 beträgt 16:37 Minuten. Die erreichbaren Streckenzeiten sind wie im Rudersport üblich stark von den Witterungsbedingungen abhängig.

## Wertungen

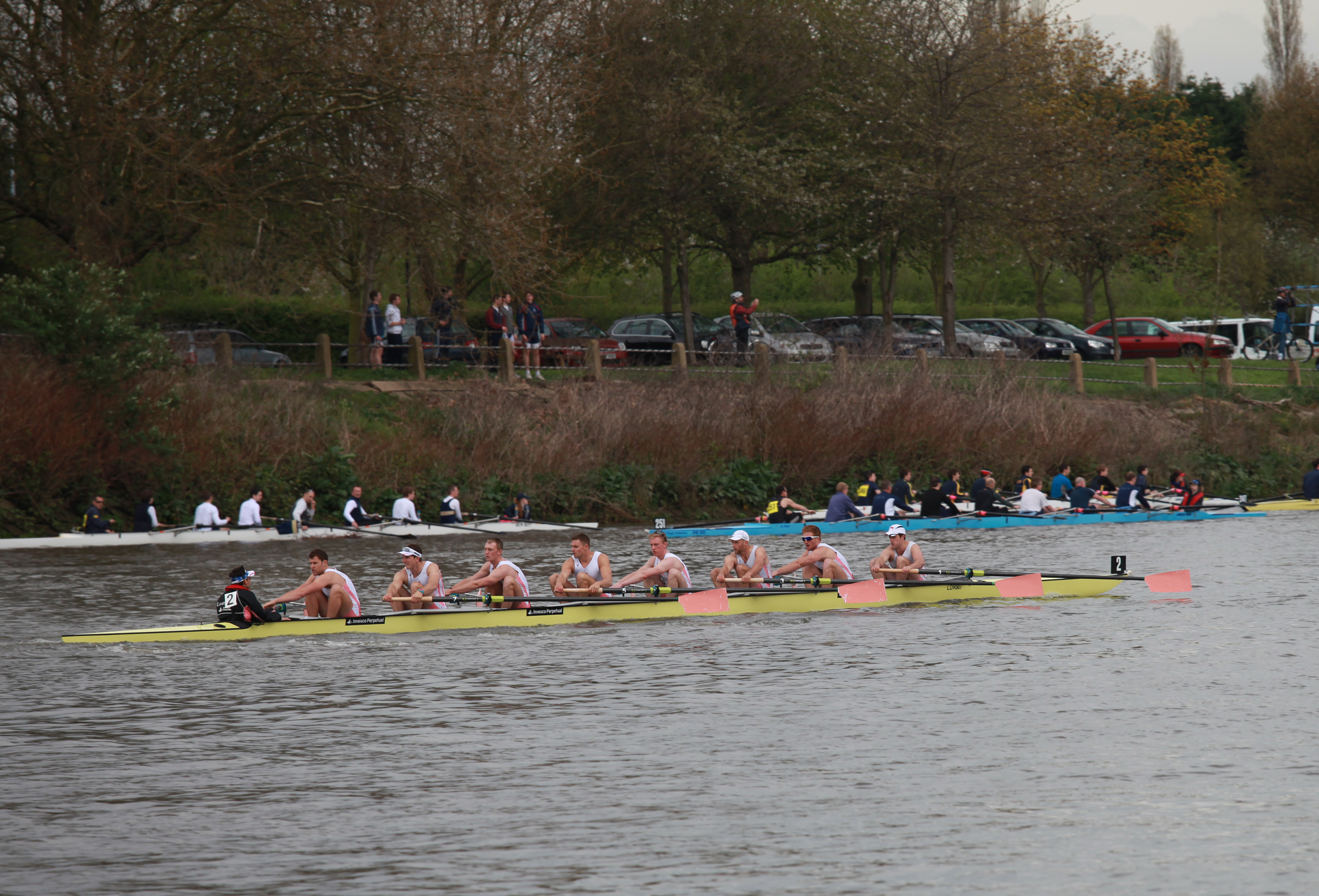
Siegreiche Mannschaft beim Head 2011 vom Leander Club

Beim Head of the River Race werden die schnellsten Boote verschiedener Wertungskategorien mit einem Pokal geehrt.
- Der Gesamtsieger erhält die Fairbairn Trophy. Sie hat die Form einer Büste des Initiators des Head of the River Race.
- Die Vernon Trophy erhält die schnellste Vereinsmannschaft, deren Ruderrevier an der Themse unterhalb der Schleuse Teddington Lock liegt, also im von den Gezeiten der Nordsee betroffenen Teil des Flusses („Tideway“). Die Auszeichnung wurde vom britischen Ruderer Karl Vernon im Jahr 1954 gestiftet, indem er seine über viele Jahre gesammelten Medaillen einschmelzen und zu einem Pokal in Form einer Statue des Ruderers Jack Beresford fertigen ließ.
- Die Page Trophy gewinnt die schnellste Vereinsmannschaft, die im Gebiet der Themse oder deren Nebengewässer beheimatet ist, aber nicht die Vernon Trophy gewinnen kann. Die  Auszeichnung erinnert an J. H. Page.
- Die Jackson Trophy kann von allen britischen Mannschaften gewonnen werden, die nicht die Vernon Trophy oder die Page Trophy gewinnen können.
- Die schnellste Hochschulmannschaft gewinnt die Bernard Churcher Trophy.
- Die Halladay Trophy gewinnt die schnellste Mannschaft einer britischen Hochschule mit höchstens „Intermediate 1“-Status im Klassifizierungssystem[9] von British Rowing.
- Die schnellste Mannschaft, die nicht aus dem Vereinigten Königreich kommt, erhält die Overseas Entrants Trophy.
- Für die schnellste Leichtgewichts-Mannschaft gibt es ein Lightweight Pennant („Leichtgewichts-Wimpel“)
- Den Services Pennant („Streitkräfte-Wimpel“) wird an die schnellste Mannschaft der Streitkräfte des Vereinigten Königreichs vergeben.
- Die schnellsten Mannschaften in den verschiedenen Klassifizierungsstufen[9] von British Rowing erhalten Siegerplaketten.